# Lestes japonicus
Lestes japonicus är en trollsländeart som beskrevs av Selys 1883. Lestes japonicus ingår i släktet Lestes och familjen glansflicksländor. Inga underarter finns listade i Catalogue of Life.